# Novorossiïa (kraï du Primorié)
Novorossiïa (en russe : Новоро́ссия), est un village du kraï du Primorié en Extrême-Orient russe. Il se trouve dans le raïon de Chkotovo, dans le sud-est du Primorié, et sa population s'élevait à 479 habitants au recensement de 2010.

## Géographie
La localité est située dans le kraï du Primorié, un sujet de l'Extrême-Orient de la Russie, en Mandchourie-Extérieure, autrefois chinoise (avant 1860), et se trouve dans le district fédéral Extrême-Oriental. Elle est l'une des 21 localités du raïon de Chkotovo, un raïon du sud-est du kraï. Son centre administratif est la commune urbaine de Smolianinovo. La région est à l'extrémité méridionale des montagnes du Sikhote-Aline.
Novorossiïa, comme tout le kraï du Primorié, est située dans le fuseau horaire MSK+7 (heure de Vladivostok). Le décalage horaire appliqué par rapport au temps universel coordonné est +10:00.
De décembre 2004 à janvier 2023, Novorossiïa faisait partie de l'établissement rural de Tsentralnoïe,.

## Histoire
La localité a été fondée en 1893.

## Démographie
Recensements (*) et estimations de la population,,,:
| 1896 | 1915 | 1926* | 2002 * |
| ---- | ---- | ----- | ------ |
| 185  | 439  | 573   | 559    |

| 2010* | - | - | - |
| ----- | - | - | - |
| 479   | - | - | - |

En 2002, sur les 559 habitants, il y avait 91 % de Russes.